# Тихо Брахе
Тихо Брахе (дан. Tycho Brahe; Кнудструп, 14. децембар 1546 — Праг, 24. октобар 1601) је био дански астроном.

## Биографија
Студирао у Копенхагену, Лајпцигу, Ростоку и Аугсбургу. Након двадесет четири године астрономских посматрања у Данској, наставио је рад у Бенатки поред Прага. Тихо је био ужаснут када је открио да су Алфонсинске таблице, стандардни извор за планетска кретања, погрешне за читавих месец дана, а Кеплерове за неколико месеци. Године 1572. Тихо је приметио нову звезду у сазвежђу Касиопеја, тако сјајну да се видела и по дану. Касније је утврђено да се радило о супернови. Следеће године објавио је књигу De Stella Nove, пуну чињеница које су потврдиле постојање нове звезде, што је било у супротности са Аристотеловом тврдњом да се небески свод не мења (да су звезде некретнице непроменљиве). Године 1577. утврдио је да је комета примећена те године појава која се налази на најмање шест пута већем растојању од оног између Земље и Месеца, што је био нови ударац Аристотеловој догми.
Тихо Брахе умро је 1601. године у делиријуму, понављајући Не дозволите да мој живот изгледа протраћен. Кеплер је служио као његов помоћник и, након његове смрти, објавио његове астрономске опсервације. Знатно је побољшао прецизност таквих опсервација, и тако прибавио материјал на основу кога је Кеплер поткрепио Коперникову теорију о револуцији. Када је Кеплер проширио своје законе изведене за Марс и друге планете и њихове сателите, приказао је Тихова посматрања у облику таблица, називајући их Рудолфовим таблицама (названих у част цара Рудолфа II); пошто је у штампарији избио пожар Кеплер је побегао са рукописом и преселио се из Линца у Улм како би довршио ово дело и испунио последњу жељу Тиха Брахеа. Кеплер је књигу лично продавао на Франкфуртском сајму књига 1627. године.